# Urocoptoidea
Urocoptoidea zijn een superfamilie van weekdieren uit de klasse van de Gastropoda (slakken).

## Taxonomie
De volgende families zijn bij de superfamilie ingedeeld:
- Cerionidae Pilsbry, 1901
- Epirobiidae Thompson, 2012
- Eucalodiidae P. Fischer & Crosse, 1873
- Holospiridae Pilsbry, 1946
- Urocoptidae Pilsbry, 1898 (1868)

### Synoniemen
- Cylindrellidae Tryon, 1868 => Urocoptinae Pilsbry, 1898 (1868)